# Старый Менгер
Ста́рый Менге́р (тат. Иске Мәңгәр) — деревня в Атнинском районе Республики Татарстан, в составе Большеменгерского сельского поселения.

## География
Деревня находится в бассейне реки Семит, в 6 км к востоку от районного центра, села Большая Атня.

## История
В окрестностях деревни сохранились каменные надгробия – эпиграфические памятники XVI века.
Деревня известна с периода Казанского ханства.
В 1603 году писцовая книга И. Болтина фиксирует пустошь Старый Менгер Алатской дороги, что свидетельствует о том, что во времена Казанского ханства здесь было селение, которое после присоединения было восстановлено.
В XVIII – первой половине XIX века жители относились к сословию государственных крестьян. Основные занятия жителей в этот период – земледелие и скотоводство, был распространен ткацкий промысел.
В «Списке населенных мест по сведениям 1859 года», изданном в 1866 году, населённый пункт упомянут как казённая деревня Старые Менгеры 2-го стана Казанского уезда Казанской губернии. Располагалась при речке Семите, по левую сторону большого торгового тракта из Казани в Уржум, в 60 верстах от губернского города Казани и в 25 верстах от становой квартиры в заштатном городе Арске. В деревне в 45 дворах жили 520 человек (276 мужчин и 244 женщины). Были мечеть и китаичная фабрика.
В начале XX века в деревне функционировали мечеть, мектеб, 2 водяные мельницы, китаечная фабрика. В этот период земельный надел сельской общины составлял 1050,4 десятины.
В 1927 году в деревне открыта начальная школа. В 1931 году организован колхоз «Старый Менгер».
До 1920 годы деревня входила в Больше-Атнинскую волость Казанского уезда Казанской губернии. С 1920 года в составе Арского кантона ТАССР. С 10 августа 1930 года в Тукаевском (с 25 марта 1938 года — Атнинский), с 12 октября 1959 года в Тукаевском, с 1 февраля 1963 года в Арском, с 25 октября 1990 года в Атнинском районах.

## Население
| 1782 | 1859 | 1897 | 1908 | 1920 | 1926 | 1938 | 1949 | 1958 | 1970 | 1979 | 1989 | 2002 | 2010 | 2015 |
| ---- | ---- | ---- | ---- | ---- | ---- | ---- | ---- | ---- | ---- | ---- | ---- | ---- | ---- | ---- |
| 66   | 520  | 641  | 749  | 568  | 649  | 645  | 453  | 325  | 328  | 290  | 241  | 259  | 241  | 237  |

Национальный состав деревни: татары.

## Известные уроженцы
- Нуреев, Габдул Гадельшевич (1922—2004) — советский врач, дерматовенеролог, доктор медицинских наук, профессор, Заслуженный врач Татарской АССР[5]
- Н. К. Нуриев (р. 1952) — педагог, математик, доктор педагогических наук, профессор.

## Экономика
Жители работают преимущественно в сельскохозяйственном производственном кооперативе «Менгер», занимаются полеводством, мясо-молочным скотоводством.

## Объекты культуры
В селе действует клуб.

## Религиозные объекты
Мечеть (с 2005 года).